# ملعب سانت أندروز
سانت أندروز (بالإنجليزية: St. Andrew's)‏ هو ملعب كرة قدم محلي في مدينة برمنغهام في انجلترا, و يعتبر الملعب الخاص بنادي برمنغهام سيتي لكرة القدم.

## الافتتاح
هذا الملعب يتسع ل30016 مقعد. تم افتتاحه في 26 ديسمبر 1906 في مباراة الدوري الانجليزي بين برمنغهام سيتي - ميدلزبره.

كان اعلى قياسي سجله هو حشده ل67341 متفرج في 11 فبراير 1939 لمباراة كأس الاتحاد الإنجليزي لكرة القدم ضد ايفرتون. 

وقد تم تجهيز الملعب بنظام الإضاءة للألعاب الليلية في أكتوبر 1956.